# Westerau
Westerau ist eine Gemeinde im Norden des schleswig-holsteinischen Kreises Stormarn in Deutschland. Die Gemeinde besteht neben Westerau aus den Ortsteilen Ahrensfelde, Trenthorst und Wulmenau.

## Geschichte
Westerau wurde erstmals 1310 urkundlich genannt.
Der Name der Gemeinde könnte entstanden sein, weil von Westen her eine Au führt, die das Dorf in zwei Hälften teilt. Karten aus dem 17. Jahrhundert zeigen, dass die Au von vielen Teichen umgeben war.  Der größte dieser Teiche, der bis heute erhalten geblieben ist, ist der sogenannte Dorfteich. Zusammen mit dem Denkmal, dem Feuerwehrhaus, dem aufwändig restaurierten Resthof (Familie Ahrens/Warnke), sowie dem gemeindeeigenen Kindergarten bildet der Dorfteich den Mittelpunkt von Westerau.
Die Geschichte des Dorfes ist stark mit der Stadt Lübeck verknüpft. 1461 kauften zwei Lübecker Kaufleute, Andreas Geverdes und Gerd von Lenten, das Dorf. Sie vermachten das Dorf einer Stiftung zu ihrem Gedächtnis und zur Unterstützung Bedürftiger. Seit der Reformation wird diese Stiftung von der Stadt Lübeck gemeinsam mit der Korporation der Gewandschneider, seit Mitte des 19. Jahrhunderts gemeinsam mit der Kaufmannschaft zu Lübeck verwaltet; das Dorf wurde so zu einem der Stadtstiftsdörfer. Noch heute gehören etliche Hektar Wald dieser Westerauer Stiftung.
1928 wurden Ahrensfelde und die Gutsbezirke Trenthorst und Wulmenau eingemeindet.

### Ahrensfelde
Ahrensfelde wurde erstmals 1555 als abgabenpflichtiges Dorf des Adligen Gutes Wulmenau urkundlich erwähnt. Die Leibeigenschaft wurde erst 1805 aufgehoben. Mit der endgültigen Einführung der preußischen Kommunalverfassung 1889 kam die Landgemeinde zum Amtsbezirk Klein Wesenberg. Im Jahre 1928 erfolgte die Eingemeindung nach Westerau. Die Gemeinde hatte damals 72 Einwohner.
Ahrensfelde liegt südlich von Westerau Mitte und ist ca. 1,6 km vom Zentrum entfernt.

### Trenthorst/Wulmenau

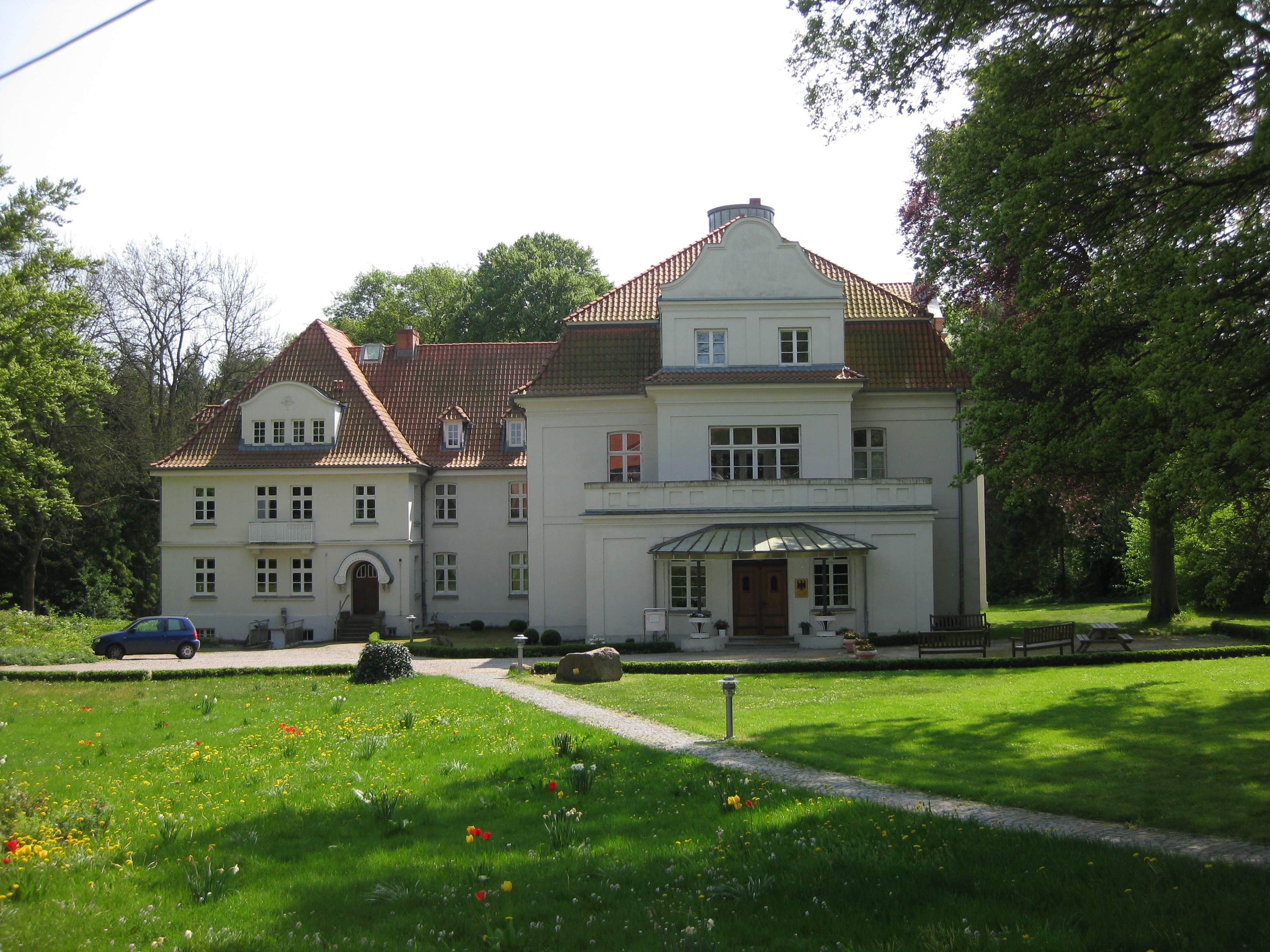
Gutshaus Trenthorst

Trenthorst und Wulmenau (vormals Wolwenowe) sind zwei Ortschaften eines ehemaligen Herrengutes und zählt zu den sogenannten „Lübschen Gütern“. 1555 wurden die Güter Trenthorst und Wulmenau durch Heirat als Besitz des Lübecker Ratsherrn Franz von Stiten vereint.
Das Gut Trenthorst / Wulmenau hat heute eine Größe von 590 ha, davon sind 70 ha Wald (Söhren, Peerhagen).
Ein Großteil der Gebäude und die Ländereien werden seit 2000 durch das Thünen-Institut für Ökologischen Landbau bewirtschaftet.

## Politik

### Gemeindevertretung
Bei der Kommunalwahl am 14. Mai 2023 wurden insgesamt neun Sitze vergeben. Von diesen erhielt die Kommunale Wählervereinigung Westerau fünf Sitze und die Bürgerinteressenvertretung Westerau vier Sitze.

### Wappen
Blasonierung: „Von Grün und Blau durch einen leicht gesenkten silbernen Wellenbalken geteilt. Oben vier an den Halmen durch einen Knoten verbundene, nach außen herabhängende goldene Ähren, unten ein goldener Karpfen.“

## Sonstiges

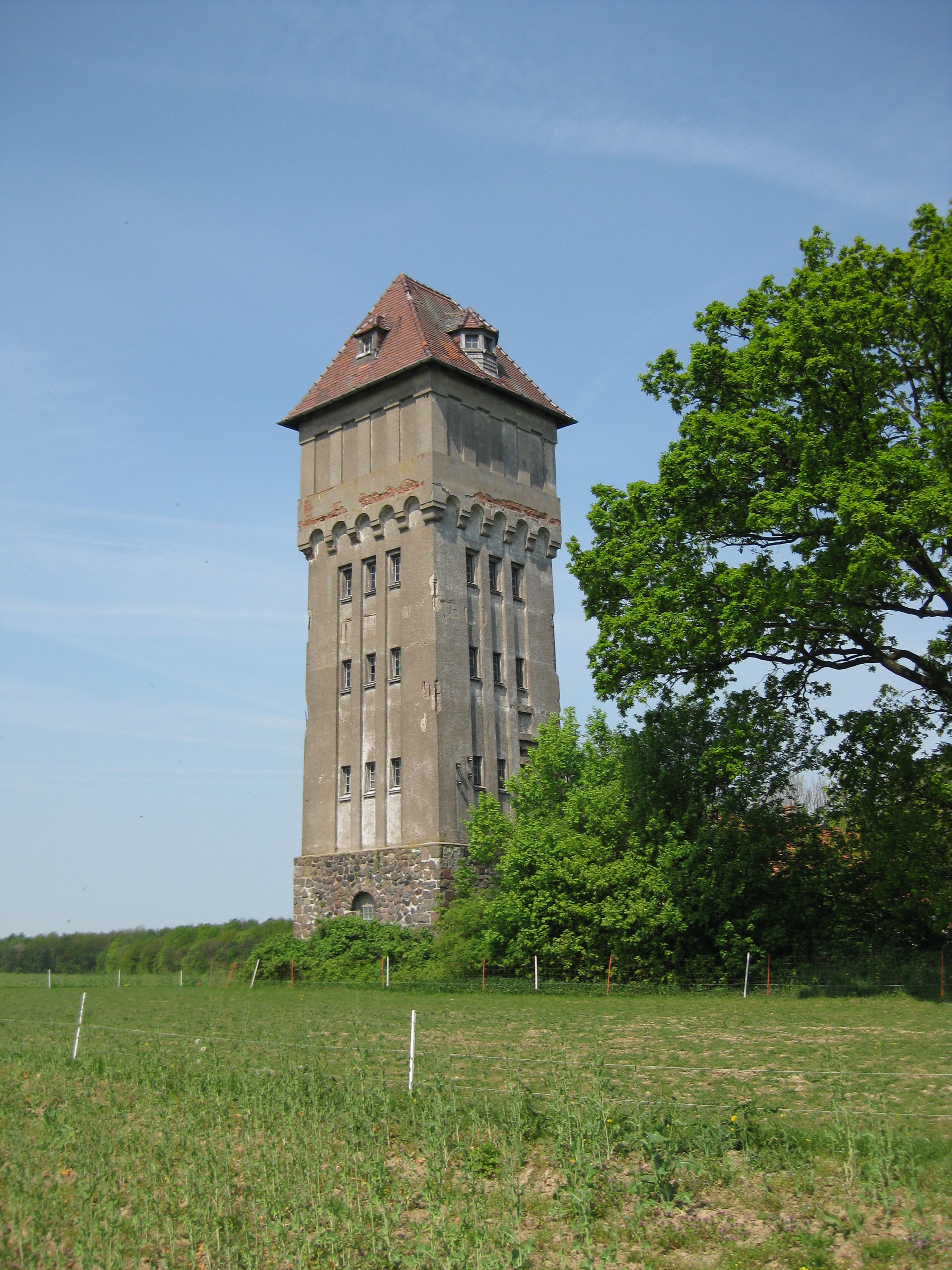
Wasserturm in Wulmenau

In der Liste der Kulturdenkmale in Westerau stehen die in der Denkmalliste des Landes Schleswig-Holstein eingetragenen Kulturdenkmale.

### Bauwerke
- Gut Trenthorst
- Die im Eigentum der Gemeinde stehende so genannte Armenkate in Westerau ist unter Denkmalschutz gestellt.
- In der sog. Zentrale Wulmenau steht der 1912 errichtete Wasserturm des Doppelguts Trenthorst-Wulmenau.

### Sport
Für den Sport stehen Beachvolleyball-, Tennis- und Fußballplätze zur Verfügung.

### Bildung
Nach Veräußerung ehemals gemeindeeigener Schulen in Westerau und Wulmenau schloss sich die Gemeinde den Schulverbänden Bad Oldesloe und Reinfeld an.
Für die vier Ortsteile wurde ein gemeindlicher Kindergarten gebaut.

### Windpark
Seit 1997 gibt es in Westerau einen Windpark aus sechs Windrädern, der in der Bevölkerung nicht unumstritten ist.

## Persönlichkeiten
- Berthold Paul Förster (1851–1925), Landschaftsmaler

## Verkehr
Südlich von Westerau führte die Bahnstrecke Hagenow Land–Bad Oldesloe entlang.